# Gouvernement González III
 (janvier 2023).
Si vous disposez d'ouvrages ou d'articles de référence ou si vous connaissez des sites web de qualité traitant du thème abordé ici, merci de compléter l'article en donnant les références utiles à sa vérifiabilité et en les liant à la section « Notes et références ».
Royaume d'Espagne
González II González IV
Le gouvernement González III (en espagnol : Tercer Gobierno González) est le gouvernement du royaume d'Espagne entre le 7 décembre 1989 et le 14 juillet 1993, durant la quatrième législature des Cortes Generales.

## Historique du mandat
Dirigé par le président du gouvernement socialiste sortant Felipe González, ce gouvernement est constitué et soutenu par le Parti socialiste ouvrier espagnol (PSOE) et le Parti des socialistes de Catalogne (PSC). Ensemble, ils disposent de 175 députés sur 350, soit 50 % des sièges du Congrès des députés, et 128 sénateurs sur 254, soit 50,4 % des sièges du Sénat.
Il est formé à la suite des élections générales anticipées du 29 octobre 1989.
Il succède donc au gouvernement González II, également constitué et soutenu par le PSOE et le PSC.

### Formation
Au cours de ces élections, les socialistes reculent encore, de 786 000 voix. Ils perdent ainsi un total de neuf mandats au Congrès, ce qui les laisse avec l'exacte moitié des sièges, empêchant ainsi l'adoption d'une motion de censure, ainsi que 17 mandats de sénateurs élus directement. Du fait de la stagnation du nouveau Parti populaire (PP), qui gagne tout de même 14 sénateurs, et du Centre démocratique et social (CDS), la forte progression de cette élection revient à la Gauche unie (IU), qui engrange 923 000 voix nouvelles et dix nouveaux sièges de députés. Toutefois, au tout début du mois de décembre, le Tribunal suprême suspend les 18 députés de Murcie, Pontevedra et Melilla du fait de litiges concernant la répartition entre les forces politiques.
Le 5 décembre, González est investi par 167 voix pour, 155 contre et six abstentions, ayant bénéficié du soutien des Regroupements des indépendants des Canaries (AIC). Une fois les résultats définitifs avec les circonscriptions litigieuses, il se soumet le 5 avril 1990 à un vote de confiance, qu'il remporte par 176 voix pour, 130 contre et 37 abstentions, notamment du fait du choix de Convergence et Union (CiU) et du CDS de basculer de s'abstenir, contrairement au vote de décembre.

### Évolution
González procède à un important remaniement ministériel le 13 mars 1991, environ deux mois après la démission du vice-président du gouvernement Alfonso Guerra, dont le frère est mis en cause dans une affaire de corruption. Il nomme alors le ministre de la Défense Narcís Serra pour lui succéder. Le président du Conseil d'État Tomás de la Quadra-Salcedo est nommé ministre de la Justice, tandis que les ministères des Travaux publics et des Transports sont fusionnés sous l'autorité de Josep Borrell.
À la demande de Francisco Fernández Ordóñez, González le relève de ses fonctions pour raisons médicales le 24 juin 1992. Il meurt très peu de temps après, causant une vive émotion dans toute la classe politique.

### Succession
Aux élections législatives anticipées du 6 juin 1993, le PSOE doit se contenter d'une majorité relative. Négociant le ralliement de partis régionalistes, González retrouve une majorité parlementaire et forme son quatrième et dernier cabinet.

## Composition

### Initiale (7 décembre 1989)
- Les nouveaux ministres sont indiqués en gras, ceux ayant changé d'attribution en italique.

| Portefeuille                                                                       | Titulaires | Titulaires                                                             | Parti |
| ---------------------------------------------------------------------------------- | ---------- | ---------------------------------------------------------------------- | ----- |
| Président du gouvernement                                                          |            | Felipe González Márquez                                                | PSOE  |
| Vice-président du gouvernement                                                     |            | Alfonso Guerra González (jusqu'au 14/01/1991)                          | PSOE  |
| Ministre des Affaires étrangères                                                   |            | Francisco José Fernández Ordóñez                                       | PSOE  |
| Ministre de la Justice                                                             |            | Enrique Múgica Herzog                                                  | PSOE  |
| Ministre de la Défense                                                             |            | Narcís Serra i Serra                                                   | PSC   |
| Ministre de l'Économie et des Finances                                             |            | Carlos Solchaga Catalán                                                | PSOE  |
| Ministre de l'Intérieur                                                            |            | José Luis Corcuera Cuesta                                              | PSOE  |
| Ministre des Travaux publics et de l'Urbanisme                                     |            | Javier Luis Sáenz de Cosculluela                                       | PSOE  |
| Ministre de l'Éducation et de la Science                                           |            | Francisco Javier Solana Madariaga                                      | PSOE  |
| Ministre du Travail et de la Sécurité sociale                                      |            | Manuel María Chaves González (jusqu'au 27/04/1990) Luis Martínez Noval | PSOE  |
| Ministre de l'Industrie et de l'Énergie                                            |            | José Claudio Aranzadi Martínez                                         | Sans  |
| Ministre de l'Agriculture, de la Pêche et de l'Alimentation                        |            | José Carlos Romero Herrera                                             | PSOE  |
| Ministre des Administrations publiques                                             |            | José Joaquín Almunia Amann                                             | PSOE  |
| Ministre des Transports, du Tourisme et des Communications                         |            | José Barrionuevo Peña                                                  | PSOE  |
| Ministre de la Culture                                                             |            | Jorge Semprún Maura                                                    | Sans  |
| Ministre de la Santé et de la Consommation                                         |            | Juan Julián García Vargas                                              | PSOE  |
| Ministre des Relations avec les Cortes Generales et du Secrétariat du gouvernement |            | Virgilio Zapatero Gómez                                                | PSOE  |
| Ministre des Affaires sociales                                                     |            | Matilde Fernández Sanz                                                 | PSOE  |
| Ministre porte-parole du gouvernement                                              |            | María Rosa Conde Gutiérrez del Álamo                                   | Sans  |

### Remaniement du13 mars 1991
- Les nouveaux ministres sont indiqués en gras, ceux ayant changé d'attribution en italique.

| Portefeuille                                                                       | Titulaires | Titulaires                                                                               | Parti |
| ---------------------------------------------------------------------------------- | ---------- | ---------------------------------------------------------------------------------------- | ----- |
| Président du gouvernement                                                          |            | Felipe González Márquez                                                                  | PSOE  |
| Vice-président du gouvernement                                                     |            | Narcís Serra i Serra                                                                     | PSC   |
| Ministre des Affaires étrangères                                                   |            | Francisco José Fernández Ordóñez (jusqu'au 24/06/1992) Francisco Javier Solana Madariaga | PSOE  |
| Ministre de la Justice                                                             |            | Tomás de la Quadra-Salcedo Fernández del Castillo                                        | PSOE  |
| Ministre de la Défense                                                             |            | Juan Julián García Vargas                                                                | PSOE  |
| Ministre de l'Économie et des Finances                                             |            | Carlos Solchaga Catalán                                                                  | PSOE  |
| Ministre de l'Intérieur                                                            |            | José Luis Corcuera Cuesta                                                                | PSOE  |
| Ministre des Travaux publics et des Transports                                     |            | Josep Borrell Fontelles                                                                  | PSOE  |
| Ministre de l'Éducation et de la Science                                           |            | Francisco Javier Solana Madariaga (jusqu'au 24/06/1992) Alfredo Pérez Rubalcaba          | PSOE  |
| Ministre du Travail et de la Sécurité sociale                                      |            | Luis Martínez Noval                                                                      | PSOE  |
| Ministre de l'Industrie, du Commerce et du Tourisme                                |            | José Claudio Aranzadi Martínez                                                           | Sans  |
| Ministre de l'Agriculture, de la Pêche et de l'Alimentation                        |            | Pedro Solbes Mira                                                                        | Sans  |
| Ministre des Administrations publiques                                             |            | Juan Manuel Eguiagaray Ucelay                                                            | PSOE  |
| Ministre de la Culture                                                             |            | Jordi Solé Tura                                                                          | PSC   |
| Ministre de la Santé et de la Consommation                                         |            | Julián García Valverde (jusqu'au 15/01/1992) José Antonio Griñán Martínez                | PSOE  |
| Ministre des Relations avec les Cortes Generales et du Secrétariat du gouvernement |            | Virgilio Zapatero Gómez                                                                  | PSOE  |
| Ministre des Affaires sociales                                                     |            | Matilde Fernández Sanz                                                                   | PSOE  |
| Ministre porte-parole du gouvernement                                              |            | María Rosa Conde Gutiérrez del Álamo                                                     | PSOE  |